# Okres Pilisvörösvár
Okres Pilisvörösvár (maďarsky Pilisvörösvári járás) je jedním z osmnácti okresů maďarské župy Pest. Jeho centrem je město Pilisvörösvár.

## Sídla
V okrese se nachází celkem 16 měst a obcí.
Města
- Piliscsaba
- Pilisvörösvár

Městyse
- Solymár

Obce
- Pilisborosjenő
- Pilisjászfalu
- Pilisszántó
- Pilisszentiván
- Tinnye
- Üröm